# 송금수
송금수 상궁(1888년 ~ 1982년)은 조선 상궁이며, 본관은 은진이다. 입궁하여 나인(內人)을 지냈다. 황조가 일제에 몰락하자 출궁하여 중인 가문과 뒤늦은 혼례를 올렸다. 1982년 향년 95세 일기로 별세하였다.
대한제국(조선)의 마지막 상궁이다

## 참고
1. ↑  〈차길진의 마이웨이8〉외할머니, 조선의 마지막 상궁, 2008년 1월 27일자 뉴시스신문